# Tariku Bekele
Tariku Bekele (Bekoji, Etiopía; 28 de febrero de 1987) es un atleta de Etiopía, especializado en 5000 metros. Es el hermano menor de Kenenisa Bekele. Su campeonato del Mundo Júnior lo convirtió en el atleta con mayor progresión en su momento. Fue medalla de bronce en Londres 2012.

## Resultados
| Año  | Campeonato                             | Lugar               | Resultado | Distancia |
| ---- | -------------------------------------- | ------------------- | --------- | --------- |
| 2003 | World Youth Championships              | Sherbrooke, Canadá  | 2º        | 3000 m    |
| 2004 | 2004 Campeonato del mundo Junior       | Grosseto, Italia    | 3º        | 5000 m    |
|      | World Athletics Final                  | Montecarlo, Mónaco  | 10th      | 5000 m    |
| 2005 | 2005 Campeonato del Mundo de Atletismo | Helsinki, Finlandia | 7º        | 5000 m    |
|      | 2005 IAAF World Athletics Final        | Montecarlo, Mónaco  | 5º        | 3000 m    |
| 2006 | 2006 IAAF Campeonato del Mundo Indoor  | Moscú, Rusia        | 6º        | 3000 m    |
|      | 2006 Campeonato del Mundo Júnior       | Pekín, China        | 1º        | 5000 m    |
|      | 2006 IAAF World Athletics Final        | Stuttgart, Alemania | 4º        | 5000 m    |

### Mejores marcas personales
- 1500 metros   - 03:37.26 min (2008)
- 3000 metros   - 07:28.70 min (2006)
- 2 Millas      - 08:04.83 min (2007)
- 5000 metros   - 12:52.45 min (2008)
- 10000 metros  - 27:03.24 min (2012)
- Medio Maratón - 62:59 min (2012)